# Gryllus
Gryllus är ett släkte av insekter som beskrevs av Carl von Linné 1758. Gryllus ingår i familjen syrsor.

## Dottertaxa tillGryllus, i alfabetisk ordning[1][2]
- Gryllus abditus
- Gryllus abingdoni
- Gryllus abnormis
- Gryllus alexanderi
- Gryllus alogus
- Gryllus amarensis
- Gryllus ambulator
- Gryllus argenteus
- Gryllus argentinus
- Gryllus arijua
- Gryllus armatus
- Gryllus assimilis
- Gryllus ater
- Gryllus barretti
- Gryllus bellicosus
- Gryllus bermudensis
- Gryllus bicolor
- Gryllus bimaculatus
- Gryllus braueri
- Gryllus brevecaudatus
- Gryllus brevicaudus
- Gryllus bryanti
- Gryllus campestris
- Gryllus capitatus
- Gryllus carvalhoi
- Gryllus cayensis
- Gryllus chaldeus
- Gryllus chappuisi
- Gryllus chichimecus
- Gryllus cohni
- Gryllus comptus
- Gryllus conradti
- Gryllus contingens
- Gryllus darwini
- Gryllus debilis
- Gryllus firmus
- Gryllus fultoni
- Gryllus fulvipennis
- Gryllus galapageius
- Gryllus genovesa
- Gryllus insularis
- Gryllus integer
- Gryllus isabella
- Gryllus jallae
- Gryllus jamaicensis
- Gryllus kapushi
- Gryllus krugeri
- Gryllus lineaticeps
- Gryllus luctuosus
- Gryllus madagascarensis
- Gryllus marchena
- Gryllus maunus
- Gryllus maximus
- Gryllus meruensis
- Gryllus miopteryx
- Gryllus multipulsator
- Gryllus mundus
- Gryllus mzimba
- Gryllus namibius
- Gryllus nyasa
- Gryllus opacus
- Gryllus ovisopis
- Gryllus parilis
- Gryllus pennsylvanicus
- Gryllus personatus
- Gryllus peruviensis
- Gryllus pinta
- Gryllus quadrimaculatus
- Gryllus rhinoceros
- Gryllus rixator
- Gryllus rubens
- Gryllus scudderianus
- Gryllus sibiricus
- Gryllus signatus
- Gryllus subpubescens
- Gryllus texensis
- Gryllus urfaensis
- Gryllus veletis
- Gryllus vernalis
- Gryllus vicarius
- Gryllus vocalis
- Gryllus zaisi
- Gryllus zambezi